# The Dodos
The Dodos – amerykański zespół eksperymentalny założony w 2005 roku w San Francisco.

## Skład
- Meric Long
- Logan Kroeber
- Joe Haener

## Dyskografia

### Albumy
- Dodo Bird Meric Long (2005)
- Beware of the Maniacs (Frenchkiss Records/Wichita Recordings, 2006)
- Visiter (2008) (Frenchkiss Records/Wichita Records, 2006)
- Time to die (2009)
- No color (2011)
- Carrier (2013) (Polyvinyl Records Co.)
- Individ (Polyvinyl Records, 2015)
- Certainty Waves (Polyvinyl Records, 2018)

### 7"
- Red and Purple (2008)
- Fools (2008)
- Fables (2009)
- Longform (2009)
- Black Night (2011)
- Companions (2011)
- Good (2011)
- Confidence (2013)